# Jardines de Luxemburgo

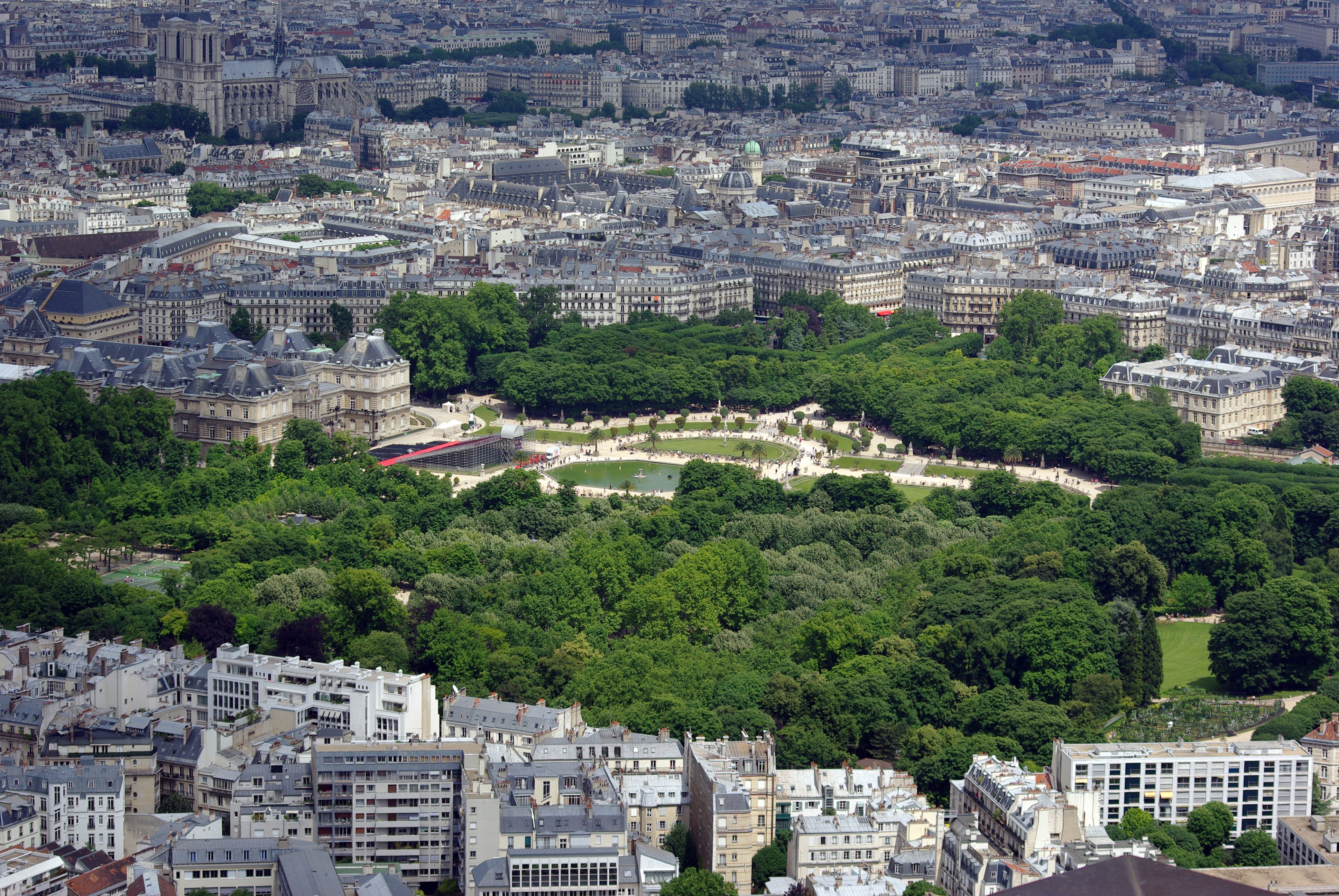
Los Jardines de Luxemburgo vistos desde la Torre Montparnasse.

Planta de los Jardines.

El Jardín de Luxemburgo (en francés, Jardin du Luxembourg), apodado familiarmente Luco, es un conjunto de jardines que constituyen un gran parque público parisino de 22,45 ha, situado en el VI Distrito. El Jardín de Luxemburgo es también el jardín del Senado francés, cuya sede parlamentaria se encuentra en el palacio de Luxemburgo.
Es un parque privado abierto al público. Sufrió numerosos cambios a lo largo de su historia, y el diseño actual corresponde en su mayor parte a las obras construidas por el arquitecto Jean-François-Thérèse Chalgrin durante el Primer Imperio francés. Fue recortado con posterioridad por las obras de urbanización periféricas del barón Haussmann.

## Descripción

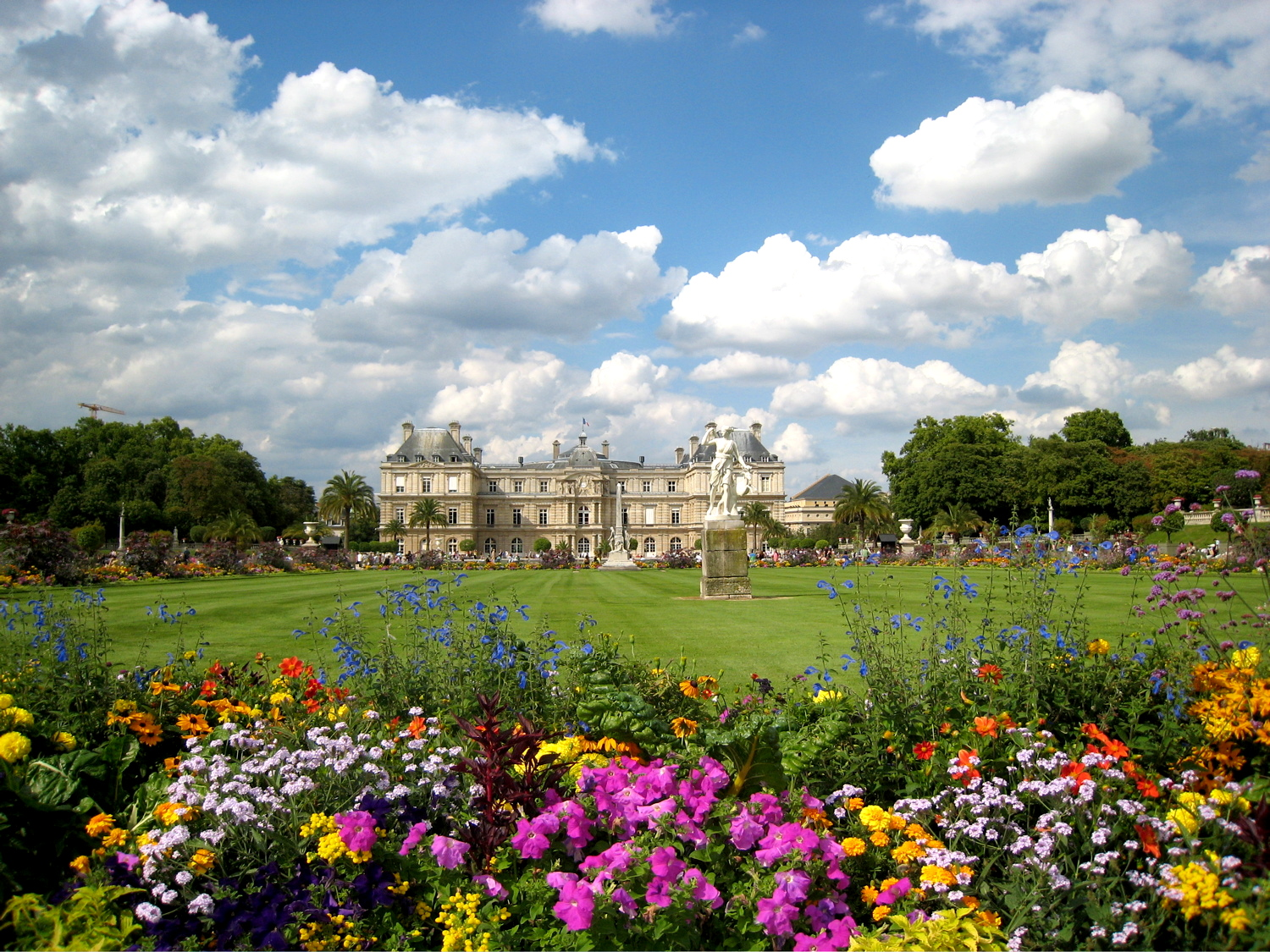
Jardines de Luxemburgo.

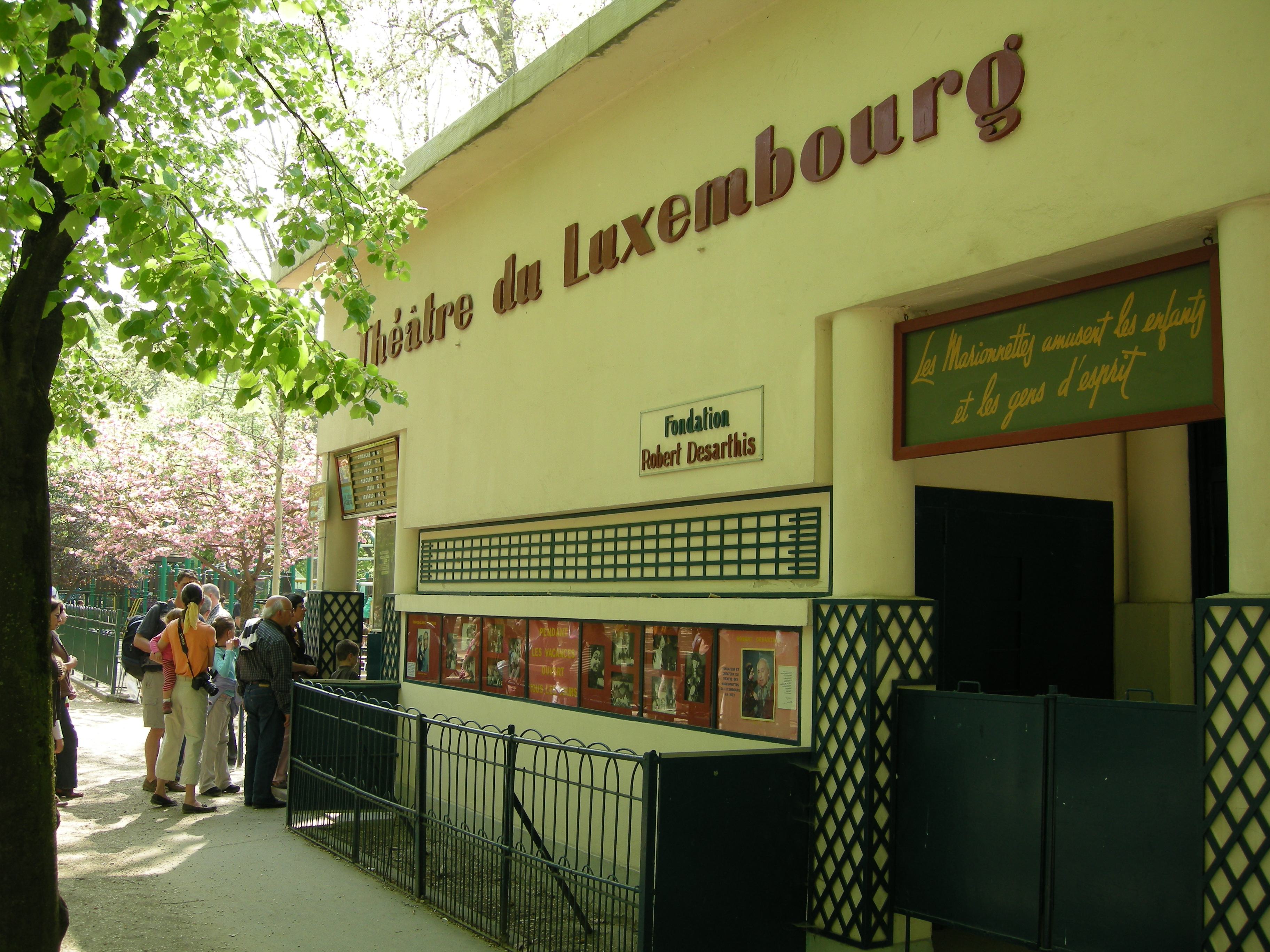
El teatro del Luxemburgo, teatro de títeres situado en el jardín.

Los jardines incluyen varias zonas de juegos cercadas, muy populares entre los más pequeños y sus padres, y cerca hay un popular teatro de guiñol y un tiovivo. Los niños pueden montar en poni y en burro y disfrutar de los paseos que pueden dar con ellos.Además, se dan actuaciones musicales gratuitas en un quiosco y hay un restaurante cerca, bajo los árboles con sombra, con mesas tanto en el interior como al aire libre, para poder escuchar la música mientras se disfruta de una copa de vino. Existe otra cafetería-restaurante en otra parte del jardín.
El jardín es agradable por su tranquilidad. Los niños juegan en el pequeño estanque divirtiéndose y disfrutando de este se pueden alquilar pequeños veleros. El jardín contiene muchas estatuas y esculturas para admirar. Rodeando los parterres centrales, hay una serie de estatuas de antiguas de reinas francesas.
El jardín cuenta con muchas actividades lúdicas y educativas. Se dan clases de iniciación a la apicultura, con varias colmenas, y hay una escuela gratuita de horticultura. Esta tiene un huerto de más de 1000 árboles frutales que alberga una valiosa colección de antiguas especies de manzanos y perales. Las clases de ambas escuelas se dan en el pabellón Davioud, un pequeño edificio levantado en 1867 para albergar un café-restaurante. El jardín cuenta con canchas de tenis, de baloncesto y de juego de palma, y se practican artes marciales en zonas habilitadas.
El edificio actual de la Orangerie fue edificado en 1839 en sustitución de edificios anteriores. Alberga en invierno 180 especies de árboles en macetas como cítricos, palmeras datileras, adelfas y granados, que adornan el jardín en primavera. Cuenta con ejemplares de naranjos bigarade de 250 a 300 años de antigüedad.
Los invernaderos actuales fueron creados a finales del siglo XVIII, en el emplazamiento de un invernadero anterior que pertenecía a un convento de cartujos. Allí se cultivan las flores que sirven para los parterres del jardín y para la decoración del Senado. Cuenta desde 1838 con una colección de más de 10 000 orquídeas.
La Escuela Nacional Superior de Minas de París y el Teatro del Odeón están al lado de los Jardines de Luxemburgo.
El horario de apertura del parque depende de los horarios de luz solar y varía según la estación del año: se abre entre las 7:30 y las 8:15 de la mañana, mientras que se cierra entre las 16:30 y las 21:30 de la tarde.

## Historia
La reina regente de Francia, María de Médici, gracias a la inmensa riqueza de su familia, dueña de un banco con sucursales en toda Europa, decidió ampliar el pequeño jardín del palacio comprando poco a poco los terrenos adyacentes entre 1614 y 1631. Apenás tenía 300 m de ancho delante del palacio debido a que se encontraba un convento de cartujos (que no fue fácil desalojar) que impedía el desarrollo de una perspectiva ajardinada en el eje del palacio. El jardín fue ampliado entonces hacia un lateral del palacio y se extendía sobre un kilómetro hacia el oeste. Jacques Boyceau, un afamado paisajista de la época, se encargó de las primeras plantaciones en 1614, así como de diseñar fuentes, paseos y parterres. María de Medicí había proyectado la creación de numerosas fuentes y estanques que no llegaron a ser construidos, excepto la actual fuente de María Médici, denominada entonces «gruta del Luxemburgo». Es el único monumento que queda del jardín inicial, aunque no llegó a funcionar como fuente. El actual estanque que la prolonga fue añadido en 1862 por el arquitecto Alphonse de Gisors.
En 1782 se vendió la parte más occidental para sufragar las obras de rehabilitación del palacio emprendidas por el condado de Provenza, hermano del rey Luis XVI. Los jardines alcanzaron su dimensión máxima solamente en 1792, después del cierre del convento que permitió la ampliación de los jardines hacia el sur, delante de la fachada del palacio.
El barón Haussmann, quien remodeló toda la ciudad construyendo grandes avenidas y destruyendo barrios enteros, amputó el parque en varios puntos para dejar espacio a sus bulevares, a pesar de las protestas de los vecinos (el jardín abría ya al público de vez en cuando).
El jardín de Luxemburgo aparece en la famosa novela del escritor parisino Víctor Hugo. En estos jardines Marius conoce a Jean Valjean y a su hija, Cosette, y queda enamorado perdidamente de ella.

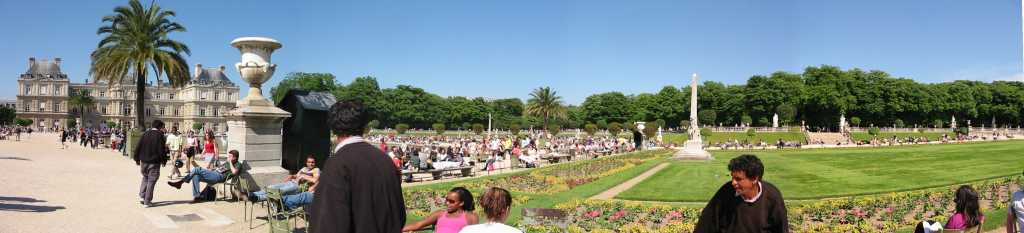
Vista panorámica de la explanada central del jardín del Luxemburgo.

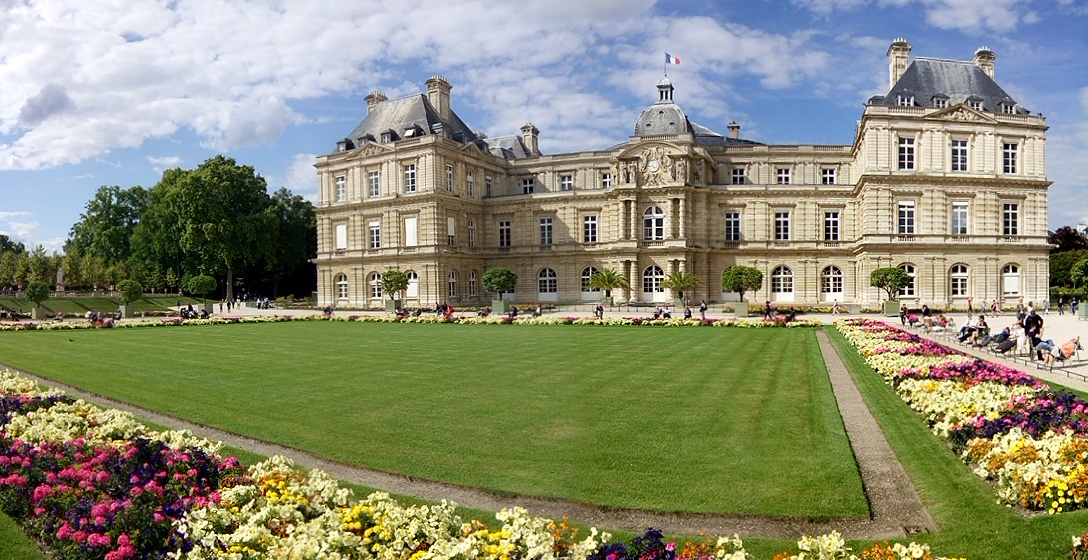
Otra vista del jardín de Luxemburgo y Palacio.